# Шкутяк Петро Зіновійович
Шкутяк Петро Зіновійович (нар. 4 серпня 1980, м. Золочів, Львівська область) — український громадський діяч і політик. Син колишнього міського голови Івано-Франківська (1998–2006) і депутата Верховної Ради України Зіновія Шкутяка.

## Життєпис
Народився 4 серпня 1980 року у місті Золочів Львівської області. Згодом переїхав з батьками до Івано-Франківська. У 1997 закінчив навчання в гімназії № 1.
У 2002 році випускник Івано-Франківського національного технічного університету нафти і газу за спеціальністю «менеджмент організацій». У 2005 році закінчив міжрегіональну академію управління персоналом за спеціальністю «Правознавство».
З 2002 року на посаді економіста, оператора та помічника майстра в НГВУ «Надвірнанафтогаз». Згодом працював інженером у ЗАТ «Панада Кемікал Компаундс» та фінансовим директором приватного підприємства «Трейд-Груп» в Івано-Франківську.
7 грудня 2007 року призначений на посаду першого заступника голови Долинської районної державної адміністрації.
З 23 вересня 2009 і до жовтня 2011 очолює Долинську РДА.
У листопаді 2011 року Петро Шкутяк працює на посаді заступника директора із загальних питань ТзОВ «Уніплит» (смт. Вигода, Долинського району).
З лютого 2013 по травень 2014 року працював у КП «Єдиний розрахунковий центр» в Івано-Франківську.

### Громадська і політична діяльність
У 2010 році обраний депутатом Івано-Франківської обласної ради.
З 4 липня 2012 року активний учасник «Мовного Майдану» біля Українського Дому. 10 днів голодував проти прийняття Закону «Про засади державної мовної політики».
У травні 2014 року добровільно вступає до батальйону «Айдар». Під час виконання бойового завдання 20 липня 2014 р. біля Георгіївки отримав мінометне осколкове поранення черепа і правої стегнової кістки.

### Нагороди
17 жовтня 2014 року нагороджений медаллю «За заслуги перед Прикарпаттям».